# イザベル1世 (エルサレム女王)
イザベル1世（イザベル1せい、Isabelle I, 1172年 - 1205年4月5日）はエルサレム女王（在位：1190/92年 - 1205年）。エルサレム王アモーリー1世とその二度目の妻のビザンツ帝国皇女マリア・コムネナとの間の娘。異母兄姉にボードゥアン4世、シビーユがいる。

## 生涯
異母兄ボードゥアン4世はハンセン病であり、後継者ができないことがわかっていたため、1183年には異母姉シビーユの子ボードゥアン5世が王位継承者となっていた。イザベルは同年、前アンティオキア公ルノー・ド・シャティヨンの義理の息子にあたるオンフロワ4世・ド・トロンと結婚した。このときサラディンは結婚式を行っているカラク城を襲撃している。1186年、ボードゥアン4世の死後王位についたボードゥアン5世が即位1年で死去し、異母姉シビーユとその夫ギー・ド・リュジニャンがエルサレム王位に就いた。しかし1190年秋にはシビーユおよびギーとの間の娘2人が相次いで死去し、異母妹のイザベルが王位継承者となった。モンフェラート侯コンラート1世は、バリアン・ディブラン (Balian d'Ibelin) と再婚していたイザベルの母マリア・コムネナの協力を得て、イザベルとオンフロワとの結婚の無効を認めさせ、1190年11月にイザベルと結婚しエルサレム王位継承を主張した（ただし正式には王位についていない）。エルサレム王位を失ったギーは1192年にイングランド王リチャード1世によってキプロス王となっている。
1192年、コンラートは正式に王位に就く直前に、暗殺教団によりティールで暗殺された。このときイザベルは妊娠していたが、リチャード1世の提案により、リチャード1世の甥にあたるシャンパーニュ伯アンリ2世と結婚した。イザベルは結婚後、のちにエルサレム女王となるマリーアを産んだ。1197年9月にアンリがアッコンで窓から落ちて死去すると、イザベルはキプロス王エメリー・ド・リュジニャンと四度目の結婚をした。エメリーはギー・ド・リュジニャンの兄にあたり、1194年には弟ギーの死によりキプロス王となっていたが、この結婚によりエルサレム王を兼ねることとなった（エルサレム王アモーリー2世ともいわれる）。
1205年、イザベルは死去し、娘のマリーアがエルサレム女王となった。

## 子女
1183年、オンフロワ4世・ド・トロンと結婚したが、のち解消された。二人の間に子はなかった。
1190年、モンフェラート侯コンラート1世と結婚した。
- マリーア（1192年 - 1212年） - エルサレム女王（在位：1205年 - 1212年）

1192年、シャンパーニュ伯アンリ2世と結婚した。
- マリー - 夭折
- アリス（英語版）（1195/96年 - 1246年） - キプロス王ユーグ1世、アンティオキア公ボエモン5世（英語版）、ラウール・ド・ソワソン（英語版）と結婚
- フィリパ（英語版）（1197年頃 - 1250年） - エラール・ド・ブリエンヌ（英語版）と結婚
  - アリス、フィリパ姉妹はともに、誕生とともにシャンパーニュ伯位を継承した幼少の従弟ティボー4世に対抗してシャンパーニュ伯位を請求して争った。

1197年、キプロス王エメリー・ド・リュジニャンと結婚した。
- シビーユ（英語版）（1198年 - ?） - アルメニア王レヴォン2世（英語版）と結婚
- メリザンド（英語版）（1200年頃 - ?） - アンティオキア公ボエモン4世（英語版）と結婚